# Relaciones Israel-Palestina
Las relaciones entre Israel y Palestina son las relaciones bilaterales entre el Estado de Israel y las entidades palestinas que han sucedido desde que se establecieran los primeros acuerdos entre israelíes y palestinos, a saber, la Autoridad Nacional Palestina y el Estado de Palestina; si bien en realidad casi no ha habido unidad de trato bilateral entre los dos territorios palestinos de Cisjordania y la Franja de Gaza. La frontera entre Israel y la Franja de Gaza es de 59 km y 330 km con Cisjordania. 
El carácter de estas relaciones nunca ha sido es interestatal, pues los dos no se reconocen mutuamente. Aunque sí ha habido cooperación a nivel diplomático, ministerial, militar y en materias de medioambiente, recursos y seguridad, sobre todo en los años posteriores a los acuerdos firmados entre ambos lados. Esta cooperación es prácticamente inexistente desde el comienzo de la guerra de Gaza de 2023. 

## Historia
El Estado de Palestina fue proclamado el 15 de noviembre de 1988 en la ciudad de Argelia en una sesión extraordinaria del Consejo Nacional Palestino. Como base legal para este acto, se anunció la Resolución de la Asamblea General de la ONU número 181 (II) del 29 de noviembre de 1947, sobre la división de Palestina en estados árabes y judíos. Al mismo tiempo, el 13 de septiembre de 1993, como resultado de los Acuerdos de Oslo, entre Israel y la Organización para la Liberación de Palestina, se firmó una Declaración sobre el establecimiento de la Administración Provisional de Autonomía Palestina (ANP). Israel, EE. UU. Y muchos otros países no reconocen el Estado de Palestina y creen que la cuestión de su creación debe resolverse solo como resultado de negociaciones directas entre Israel y la Administración Provisional de Autonomía Palestina (ANP). Israel tiene control militar sobre una gran parte incluso del territorio donde la Autoridad Nacional Palestina ejerce oficialmente el poder. Al mismo tiempo, territorios importantes en Cisjordania y Jerusalén Este son objeto de una disputa entre israelíes y palestinos.

## Relaciones económicas

### Característica general
En el año 2015, el PIB per cápita en Israel fue más de 35,000 dólares estadounidenses con una tasa de desempleo de alrededor del 5%. Israel es uno de los miembros de la Organización para la Cooperación y el Desarrollo Económico, el país ha creado un clima favorable para la capacidad empresarial. El Estado de Palestina no se ha formado un sistema económico completamente independiente de Israel; casi no recibe inversión extranjera directa en el estado parcialmente reconocido. En 2015, Israel ocupó el lugar 19 en el ranking del Índice de Desarrollo Humano de la ONU entre 188 países, el Estado de Palestina se ubicó en el lugar 114. Los ingresos principales presupuestarios en la economía del Estado de Palestina son la agricultura, la asistencia de la comunidad internacional, trabajo en Israel y otros estados. 

### Cooperación de Israel y Palestina
Durante los últimos años, varios estados han hecho varios intentos de establecer una cooperación económica entre Israel y Palestina. En 1996, una empresa conjunta israelí-palestina organizó la producción y la venta de aceite de oliva - "Olivos del mundo". Como parte de este proyecto, israelíes y palestinos administran conjuntamente este negocio. El aceite de oliva se vende en el mercado mundial bajo la marca "Olives of Peace". En 2008, la compañía multinacional estadounidense Cisco invirtió su dinero en el desarrollo de tecnología de información en Palestina. La compañía invirtió unos $ 15 millones de los Estados Unidos en esta dirección y les atrajo a otros grandes inversores internacionales, incluyendo el Microsoft, HP y el Google. En 2008, la proporción de tecnologías de tecnología de información en la economía palestina era del 0,8% del PIB, y en 2010 ya representaba el 5% del PIB desde entonces, el sector de tecnología de información palestina ha crecido del 0,8% del PIB en 2008 al 5% en 2010. 
En octubre de 2009, se lanzó un nuevo proyecto para promover el turismo entre Israel y el Estado de Palestina. El centro para promover una iniciativa empresarial fue la ciudad de Jenín. Hay planes para crear una zona industrial conjunta, los palestinos producirán artesanías y las venderán a través del Consejo Regional de Gilboa a otras regiones del mundo. Otro posible proyecto es la creación de un centro conjunto de idiomas en el que israelíes y palestinos se enseñen árabe y hebreo, así como diversos aspectos de su patrimonio cultural. Desde 2010, las compañías de tecnologías de información israelíes siguen contratando ingenieros palestinos. La mayoría de ellos son trabajadores independientes, pero Mellanox planeó contratar a 15-20 ingenieros palestinos como empleados a tiempo completo.
En 2011, el intercambio internacional Israel y Palestina equivalió a  4.3 mil millones de dólares estadounidenses (la exportación de bienes de Israel a Palestina equivalió a 3.5 mil millones de dólares estadounidenses, la exportación de bienes de Palestina a Israel equivalió a 816 millones de dólares estadounidenses).  
Nader Tamimi, presidente de la Asociación de Industrias Tradicionales de la Autoridad Palestina, dice que hay contactos comerciales regulares entre israelíes y palestinos. En 2012, empresarios israelíes y palestinos debatieron la asistencia del comercio transfronterizo en una conferencia organizada por la Facultad de Administración y Negocios de la Universidad Ben Gurión. El gobierno israelí está haciendo esfuerzos para desarrollar la economía palestina, y también prometió proporcionar a los inversores palestinos un seguro contra riesgos y la posibilidad de visitar libremente el país. En 2013, el comercio entre Israel y Palestina ascendió a $ 5 mil millones. El crecimiento en el comercio internacional condujo a la creación del Centro de Arbitraje de Jerusalén. El centro se especializará como una institución independiente especializada en arbitraje entre israelíes y palestinos.
En 2014, 1 de cada 6 palestinos estaba desempleado. El representante del Banco Mundial en Cisjordania y la Franja de Gaza, Steen Lau Jorgensen, dijo que los líderes del estado palestino y el Gobierno de Israel deberían tomar medidas decisivas para crear un clima económico favorable en estos territorios.
En 2015, los gobiernos israelí y palestino continuaron estableciendo una cooperación económica en Cisjordania, incluido el comercio bilateral limitado, la transferencia de bienes de Israel a Palestina, el suministro de electricidad y agua y el paso de trabajadores palestinos a trabajar en Israel. En enero de 2015, Israel se negó a pagar prestaciones a los palestinos en respuesta a una declaración del Gobierno palestino ante la Corte Penal Internacional Los activistas de Fatah respondieron organizando un boicot a los bienes israelíes.

## Recursos hídricos
En 2006, los israelíes consumieron 170 metros cúbicos de agua dulce per cápita. El consumo de agua dulce por los residentes de Cisjordania se estimó en 100 metros cúbicos per cápita por año. Desde 1967, el consumo promedio de agua dulce en el Medio Oriente sigue disminuyendo debido a los efectos del cambio climático. La brecha en el consumo de agua dulce entre israelíes y palestinos se ha ampliado significativamente en los últimos diez años. Esto se debió en parte al hecho de que aproximadamente 1,2 millones de personas en la Franja de Gaza tienen acceso limitado al agua potable. Israel no participa en la distribución de los recursos hídricos en la Franja de Gaza. Según el Gobierno de Israel, los recursos hídricos de la Franja de Gaza deberían ser suficientes para las necesidades de la población de este territorio.
En 2010, Hamás, el movimiento gobernante en la Franja de Gaza, lanzó un programa de desarrollo de infraestructura, uno de cuyos objetivos era hacer que la Franja de Gaza fuera más autosuficiente en lo que toca a de suministro de agua. El programa no se implementó porque Israel creía que los túneles y otras infraestructuras se utilizarían con fines terroristas. Actualmente, alrededor del 90% del agua potencialmente potable en la Franja de Gaza no es apta para el consumo. Los residentes de la Franja de Gaza no tienen la infraestructura adecuada para utilizar los recursos hídricos disponibles en el territorio. Israel suministra agua dulce a Cisjordania por la cantidad de 53 millones de metros cúbicos por año. Aproximadamente 1/3 del suministro total de agua proviene de Mekorot (la agencia nacional de agua de Israel). La mayor parte del agua suministrada se utiliza para el sector agrícola de Cisjordania.